# Checking Out (1989)
Checking Out é um filme de comédia britânico de 1989 realizado por David Leland e com a participação de Jeff Daniels.